# 延岡市立黒岩小中学校
延岡市立黒岩小中学校（のべおかしりつくろいわしょうちゅうがっこう）は、宮崎県延岡市大野町にある延岡市立小中一貫校の通称名。延岡市立黒岩小学校と延岡市立黒岩中学校から構成される。

## 概要
延岡市北西部の黒岩地区に位置し、JR九州日豊本線延岡駅から祝子川に沿って約9キロ上流、宮崎県道207号線沿いの海抜35メートル地点にある。校区は、宮長町、桑平町、妙町、大野町、鹿狩瀬町、佐野町である。

## 沿革

### 略歴
延岡市立黒岩小中学校は、2014年4月より延岡市立黒岩小学校と延岡市立黒岩中学校と施設を一体化し、小中一貫教育を開始した。

### 年表

#### 延岡市立黒岩小学校
- 1889年（明治22年）5月10日 - 東海村大野字黒岩に祝子尋常小学校分校として創立
- 1890年（明治23年）4月1日 - 独立して黒岩小学校と改称
- 1909年（明治42年）5月10日 - 現在地に移転改築（創立記念日と制定）
- 1936年（昭和11年）
  - 4月30日 - 東海青年学校分校併置
  - 10月25日 - 東臼杵郡東海村が延岡市に編入合併し，延岡市黒岩尋常小学校と改称
- 1937年（昭和12年）4月1日 - 高等科設置
- 1941年（昭和16年）4月1日 - 国民学校令により延岡市黒岩国民学校と改称
- 1947年（昭和16年）4月1日 - 学校教育法施行により延岡市立黒岩小学校と改称
- 1948年（昭和23年）
  - 3月31日 - 延岡市立宇和田小学校廃校。鹿狩瀬区児童35名編入
  - 5月8日 - 母と先生の会設立
- 1950年（昭和25年）2月23日 - 旧宇和田小学校校舎移転改築落成
- 1952年（昭和27年）11月10日 - 校歌・児童歌制定
- 1953年（昭和28年）4月1日 - 校区変更により，佐野区児童本校に編入
- 1961年（昭和36年）4月20日 - 学校給食開始
- 1978年（昭和53年）4月8日 - 学校緑化推進校として宮崎県より表彰を受ける
- 1988年（昭和63年）1月29日 - 全九州図書館コンクール優秀賞受賞
- 1992年（平成4年）4月1日 - 東臼杵教育事務所委嘱研究学校指定（パソコン活用）
- 1993年（平成5年）4月1日 - 延岡市教育委員会指定研究推進学校（パソコン活用）
- 1994年（平成6年）4月1日 - 延岡市教育委員会指定研究推進学校（パソコン活用）
- 1999年（平成11年）6月3日 - 祝子川エネルギー体験ツアー
- 2005年（平成17年）4月1日 - 宮崎県小・中学校連携推進拠点校指定（３年間）
- 2008年（平成20年）11月22日 - 第1回黒岩小・中合同「黒岩祭」
- 2010年（平成22年）9月5日 - 小中合同体育祭実施
- 2012年（平成24年）
  - 2月24日 - 延岡市教職員研究論文・学校賞受賞
  - 7月19日 - 自校給食室閉鎖
- 2013年（平成25年）2月22日 - 市教職員論文共同研究奨励賞受賞

#### 延岡市立黒岩小中学校
- 2014年（平成26年）
  - 4月1日 - 延岡市立黒岩小中学校として開校
  - 4月6日 - 黒岩小学校・黒岩中学校閉校記念式典。黒岩小中学校開校記念式典
  - 4月9日 - 第１回黒岩小中学校入学式
  - 5月18日 - 地域合同体育祭開催
  - 10月19日 - くろいわ祭
- 2015年（平成27年）
  - 10月25日 - くろいわ祭開催
  - 11月3日 - 渡辺修三顕彰詩碑祭、黒岩地区秋祭りに参加
- 2019年（平成28年）
  - 5月22日 - 地域合同体育祭開催
  - 6月24日 - 関西フィルハーモニー管弦楽団本校公演
  - 9月10日 - 渡辺修三顕彰詩碑祭
  - 10月23日 - くろいわ祭開催

## 学校教育目標
- 伸びよう　心豊かに　たくましく

## 学校行事
| - 4月 入学式・始業式 - 5月 - 6月 中学部修学旅行 | - 7月 終業式 - 8月 - 9月 始業式・小学部修学旅行 | - 10月 - 11月 - 12月 終業式 | - 1月 始業式 - 2月 立志式 - 3月 卒業式・終業式 |

## 通学区域
- 延岡市
  - 宮長町、桑平町、妙町、大野町、鹿狩瀬町、佐野町、岡富山の一部[3]

「特認校」制度の適用を受け、上記区域以外の延岡市内からの通学も認められる。

## 交通
- 宮崎交通バス祝子川線 「学校下」下車 徒歩3分